# Franz Bardon

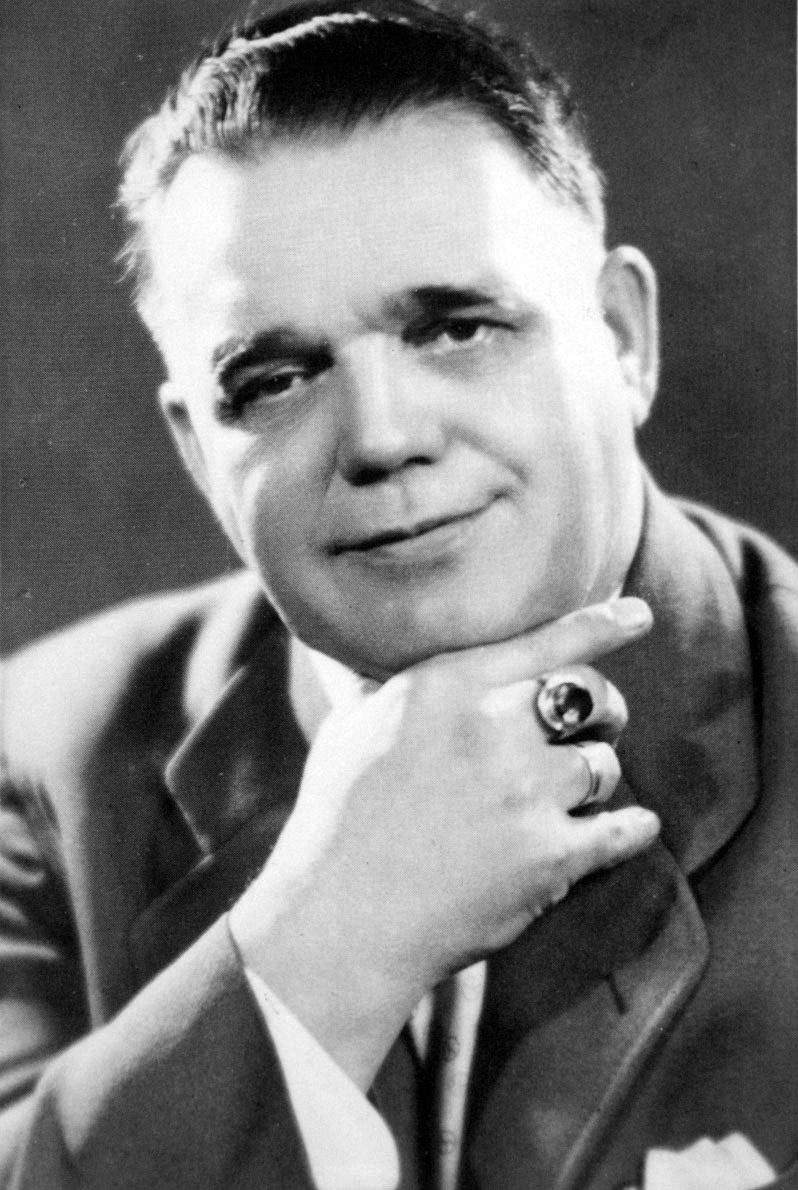
Franz Bardon in den späten 1940er-Jahren

Franz Bardon, auch František Bardon, (* 1. Dezember 1909 in Katherein bei Troppau, Österreich-Ungarn; † 10. Juli 1958 in Brünn, Tschechoslowakei) war ein Okkultist, der insbesondere durch seine Publikationen zum Themenkreis der hermetischen Magie und Kabbala Bekanntheit erlangte.

## Leben
Über die Kindheit des einzigen Sohnes des christlichen Mystikers Viktor Bardon ist wenig bekannt. Die Erlangung der in seinen Büchern weitergegebenen Ansichten wird Anfang der 1920er Jahre vermutet. Bereits während dieser Zeit unterhielt Bardon enge Kontakte zu Friedrich Wilhelm Quintscher, einem Mitglied der Adonistischen Gesellschaft.
Seit Mitte der 1920er Jahre trat Franz Bardon in der deutschen Öffentlichkeit unter dem Namen „Frabato“ (aus Franz-Bardon-Troppau-Opava gebildetes Akronym) auf, um, wie er selbst schreibt, einem breiten Publikum Proben der ihm zugeschriebenen magischen Fähigkeiten zukommen zu lassen. Mit der Machtergreifung der Nationalsozialisten in Deutschland war Bardon einer ständigen Anfeindung und Verfolgung seitens der Nationalsozialisten ausgesetzt. Im Juni 1941 wurde er verhaftet und in die Konzentrationslager Breslau und Troppau verschleppt. Nach der Entlassung im Oktober 1941 arbeitete Bardon bis zum Kriegsende als Heilpraktiker in München, danach in seiner Heimatstadt Troppau. 1958 wurde er von den Sicherheitsbehörden der Tschechoslowakei verhaftet, wobei die genauen Umstände unbekannt sind. Kurz darauf verstarb Franz Bardon in Polizeigewahrsam.

## Das metaphysische System Bardons
Die zentrale Position seines schriftstellerischen Werkes nehmen die in den 1950er Jahren erschienenen Bände Der Weg zum wahren Adepten, Die Praxis der magischen Evokation und Der Schlüssel zur wahren Kabbalah ein, begleitet vom vermutlich größtenteils autobiographischen Material in Form des Romans Frabato. Bardons Metaphysik wird in seinen theoretischen Grundzügen in Der Weg zum wahren Adepten skizziert und erfährt in den beiden folgenden Bänden seine sukzessive Verfeinerung.
Dem verborgenen Urgrund aller Dinge ordnet Bardon die Begriffe „Gott“, „Akasha“, „Adonai“ oder auch „Ätherprinzip“ zu, vermutlich, um auf die Gleichwertigkeit von östlichen und westlichen Systemen hinzuweisen. Die Gesamtheit aller geoffenbarten, das heißt durch die Schöpfung hervorgebrachten Kräfte und Prozesse lässt sich nach Bardon auf das Zusammenspiel von insgesamt zwei universellen Prinzipien reduzieren. Diese Grundelemente sind Feuer und Wasser, wobei diese als Prinzipien behandelt werden und nicht die physikalischen Erscheinungen des Feuers oder Wassers darstellen. Die Grundeigenschaften des Feuers sind Hitze und Expansion und bei Wasser sind die Grundeigenschaften die Kälte und Kontraktion. Bardon bezeichnet die Kontraktion und Expansion mit zwei weiteren Begriffen: elektrisches Fluid (Expansion) und magnetisches Fluid (Kontraktion). Hier erwähnt er, dass die Prinzipien nicht mit den physikalischen Phänomenen gleichgesetzt werden können, gibt jedoch zu, dass es eine gewisse Analogie zwischen diesen geben soll. Diese beiden Prinzipien bzw. Elemente können jeweils in zwei „Richtungen“ wirken: einerseits aktiv oder aufbauend aber andererseits auch passiv oder zerstörend – sie sind ihrem Wesen nach zweipolig. Beide zusammengenommen bilden einen doppelten Zweipol oder auch Vierpol, der von Bardon als „Vierpoliger Magnet“ bezeichnet wird. Neben den Elementen Feuer und Wasser zugeordneten grundlegenden Prinzipien werden zwei weitere daraus abgeleitete, aber nach Bardon nicht wirklich existierende Elemente, in Bardons Werken verwendet. So wird die das Gleichgewicht zwischen Feuer und Wasser herstellende Wechselwirkung ebenfalls zum Prinzip erhoben und dieser das Element Luft zugeordnet. Um Aussagen über die Einheit der Elemente Feuer, Wasser und Luft treffen zu können, wird schließlich ein viertes Prinzip etabliert, das aus der Wechselwirkung aller drei anderen Prinzipien hervorgeht: die Erstarrung bzw. Unbeweglichkeit, symbolisiert durch das Element Erde. Bardon erklärt, dass der Erde das elektromagnetische Fluid zugrunde liegt.
Bardon führt weiterhin aus, dass die Manifestation des Göttlichen, des Akashas, durch den Vierpoligen Magneten in drei qualitativ unterschiedlichen Abstufungen erfolgte und erfolgt. Zu diesen drei Welten bzw. Ebenen zählen die mental-ätherische (höchste unter diesen), die astral-feinstoffliche und die physisch-grobstofflich-materielle (tiefste). Weitere und genauere Ausführungen Bardons orientieren sich stark an den Inhalten der hermetischen Philosophie, der Kabbala und östlicher Weisheitslehren.
Der Schwerpunkt der Bücher Bardons liegt jedoch auf der magischen Praxis und stellt nach Angaben des Autors ein in sich geschlossenes Initiationssystem dar.
Die Unterlagen zu einem weiteren Buch, Das goldene Buch der Weisheit, wurden bei seiner Verhaftung von der Polizei beschlagnahmt und sind verschollen.

## Werke
- Der Weg zum wahren Adepten. Ein Lehrgang in 10 Stufen. Theorie und Praxis. Bauer, Freiburg im Breisgau 1956. (Rüggeberg, Wuppertal 2001, ISBN 3-921338-30-1)
- Die Praxis der magischen Evokation. Anleitung zur Anrufung von Wesen uns umgebender Sphären. Bauer, Freiburg im Breisgau 1956. (Rüggeberg, Wuppertal 2003, ISBN 3-921338-31-X)
- Der Schlüssel zur wahren Quabbalah. Der Quabbalist als vollkommener Herrscher im Mikro- und Makrokosmos. Bauer, Freiburg im Breisgau 1957. (Rüggeberg, Wuppertal 1998, ISBN 3-921338-27-1)
- Frabato. Ein okkulter Roman. Bauer, Freiburg im Breisgau 1958; Rüggeberg, Wuppertal 1997, ISBN 3-921338-26-3.
- Fragen an Meister Arion (postum herausgegeben von Dieter Rüggeberg). Rüggeberg, Wuppertal 1997, ISBN 3-921338-24-7.